# Agni

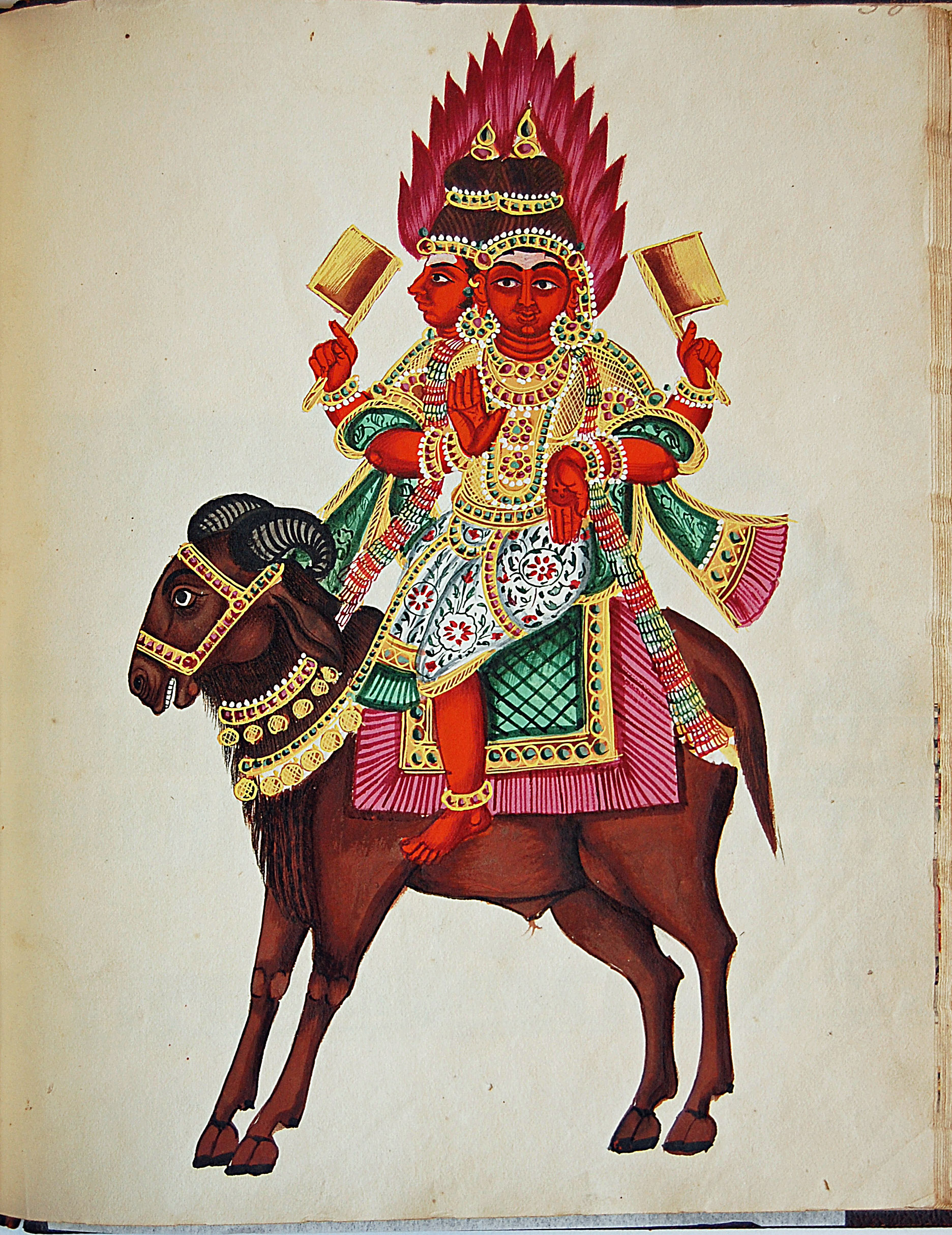
Agni, zeul focului, miniatură din secolul al XVIII-lea

Agni este zeul focului în mitologia vedică, al doilea după Indra. El este focul din soare, din fulger și din vatra de cult și personificarea divină a focului de sacrificiu. Este, deci, mesagerul între oameni și sferele divine. Agni este descris ca având o culoare rumenă și două fețe, una binevoitoare și alta malefică. În Rig Veda este uneori identificat cu Rudra, predecesorul lui Shiva.